# Rdza goździka brodatego

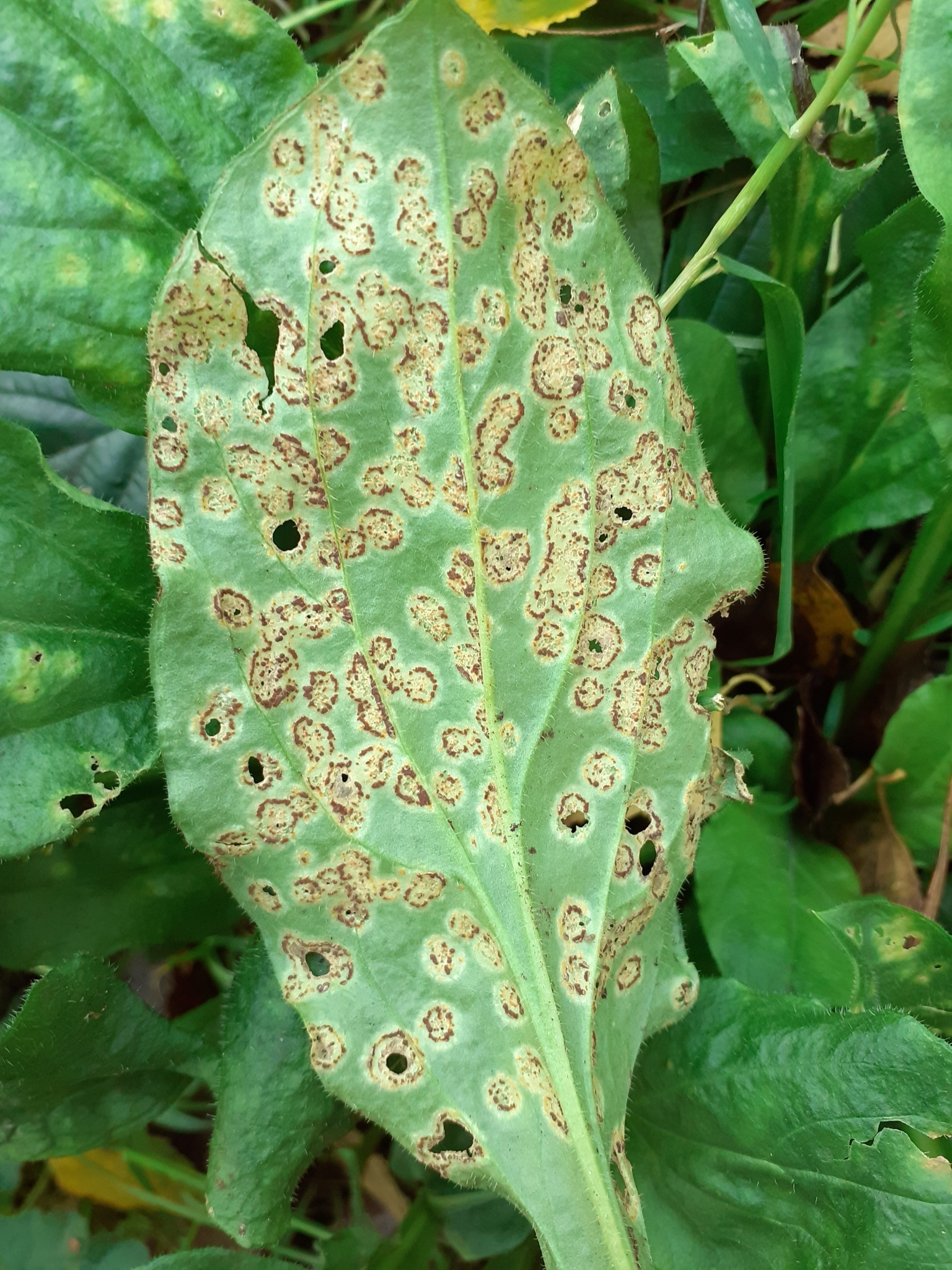
Porażony przez Puccinia arenariae liść rośliny z rodziny goździkowatych

Rdza goździka brodatego (ang. rust of sweet william) – wywołana przez Puccinia arenariae grzybowa choroba goździka brodatego (Dianthus barbatus). Zaliczana jest do grupy chorób zwanych rdzami.

## Objawy i szkodliwość
Patogen występuje na wielu gatunkach roślin, głównie z rodzin goździkowatych (Caryophyllaceae), zdrojkowatych (Montiaceae) i ugłastowatych (Molluginaceae). Wśród roślin uprawnych w Polsce poraża goździka brodatego, ale także niektóre inne gatunki goździków. Chore rośliny tracą walory ozdobne.
Objawy pojawiają się na łodygach, liściach, ogonkach liściowych, szypułkach kwiatów i działkach kielicha. Na górnej stronie liści tworzą się żółtawe, okrągławe przebarwienia, na dolnej stronie natomiast powstają wypukłe, brunatne telia o średnicy do 1 mm. Mogą występować w rozproszeniu, pojedynczo, ale często tworzą grupy o średnicy do 10 mm. Silnie porażone liście obumierają.

## Ochrona
Stosuje się zasady ochrony jak przy innych grzybowych chorobach roślin. Jednym z ważnych elementów tej ochrony jest niszczenie resztek porażonych roślin, gdyż na nich zimują zarodniki powstające w teliach. Może zimować także grzybnia porażonych roślin, należy więc je usunąć. Kiełkowaniu zarodników sprzyja temperatura poniżej 15–20 °C.